# Carbonea supersparsa
Carbonea supersparsa är en lavart som först beskrevs av William Nylander och som fick sitt nu gällande namn av Hannes Hertel. 
Carbonea supersparsa ingår i släktet Carbonea och familjen Lecanoraceae. Arten är reproducerande i Sverige. Inga underarter finns listade i Catalogue of Life.